# Conjunto Histórico de Olloniego
El Conjunto de Olloniego es un conjunto histórico de origen medieval situado junto al río Nalón a pocos kilómetros de la ciudad asturiana de Oviedo, España. 
Declarado Bien de Interés Cultural, está formado por dos capillas, un antiguo puente, la Torre de Muñiz y el Palacio de los Quirós. En lo alto de una colina se encuentran también los restos del antiguo castillo de Tudela.

## Historia

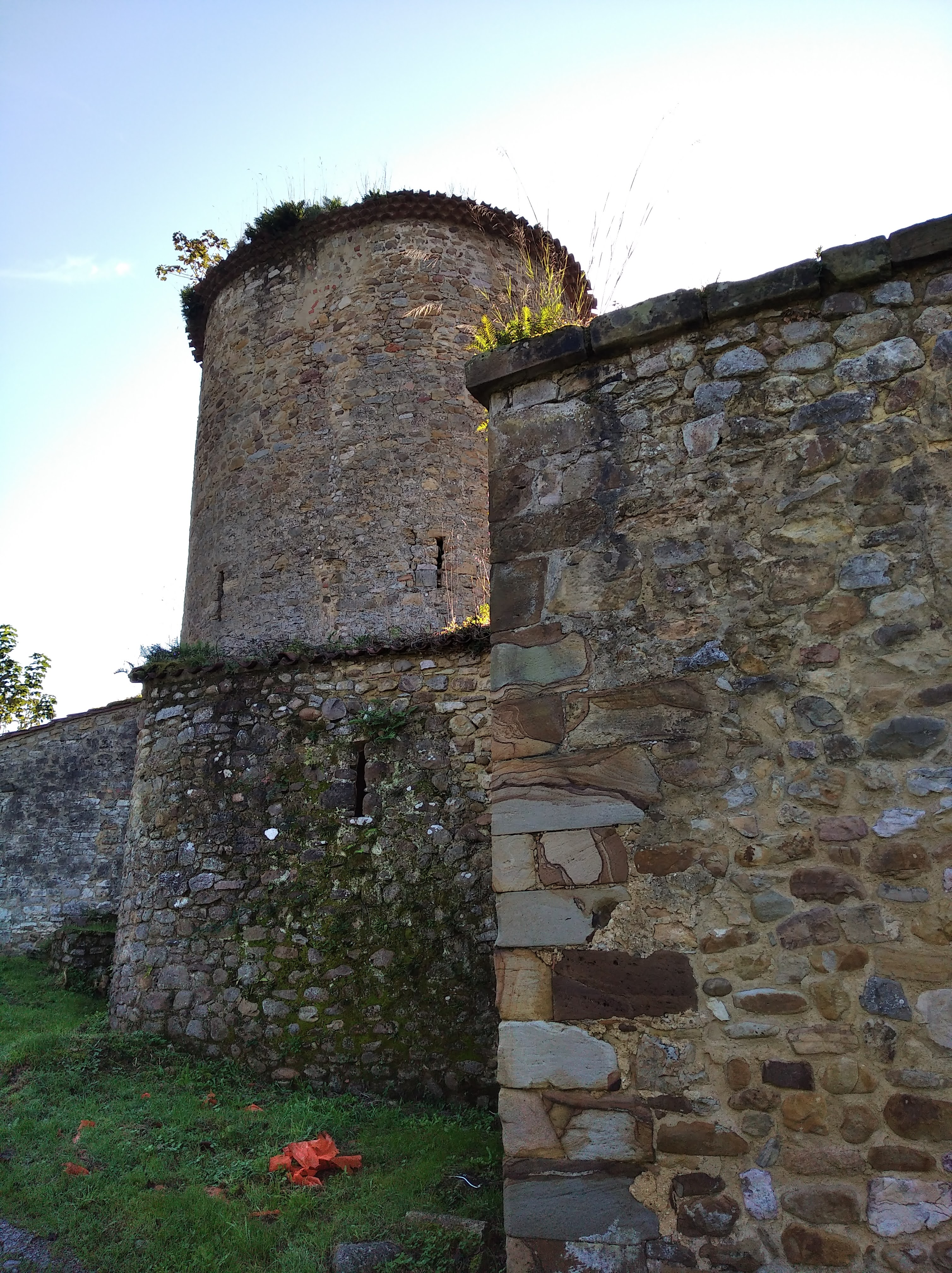
Torre defensiva original

Olloniego jugó un importante papel en época medieval. Situado en la entradas de los valles de Langreo y de Mieres, suponía un lugar de comunicación entre Castilla y la ciudad de Oviedo. Olloniego se sitúa en la falda de una colina presidida por las ruinas del Castillo de Tudela, destruido por orden de Juan I de Castilla en 1383. La importancia de Olloniego y su puente medieval sobre el río Nalón ya es referenciada en 1145, por una donación de Alfonso VII al monasterio de San Pelayo del portazgo del puente de Olloniego, peaje que se debía de pagar para cruzar el río. La torre defensiva, quizás construida como lugar de control para el paso del puente, quedó incluida en el palacio de los Quirós en el siglo XVI, similar a otras casonas de Asturias en la época. Con el desvío del río Nalón en 1676 debido a una gran crecida, mudó su lecho. Junto al palacio pasa una de las ramas del Camino de Santiago.

## Descripción
El valor singular de este conjunto viene determinado por ser un complejo de edificaciones en el que se reúne una obra religiosa, una obra civil y una obra de ingeniería, vinculadas a un camino y a un manantial natural.
Se relacionan con el antiguo camino del Reino de León y probablemente con la desaparecida Ruta Jacobea de Tarna.
Los elementos que componen el denominado Conjunto de Olloniego son:
- Puente del río Nalón: puente de gran tamaño y de origen medieval reformado en el siglo XVI y abandonado en el siglo XVII tras ser parcialmente destruido por una gran riada que mudó el lecho del río y lo dejó sin uso. Antiguo camino hacia la Meseta, constaba de cinco arcos de distinta altura conservando hoy tres, de los cuales el central es más apuntado. Son bien visibles los tajamares.
- Capilla románica de San Pelayo es la construcción de mayor antigüedad del conjunto, quizás con origen de época prerrománica, aunque la obra actual es una construcción del siglo XIV, con remodelaciones posteriores. Actualmente sólo se conserva el arco triunfal y el ábside, convertido en la capilla del cementerio de Olloniego. En el interior existen aún restos de pintura mural. La puerta del cementerio fue, quizás, la portada de acceso a la iglesia.
- Capilla nueva, levantada en el s. XVII por orden de Felipe Bernardo de Quirós, quizás ante el mal estado del antiguo templo. Se sitúa junto al palacio.
- Palacio: la Torre Muñiz y Casa de Quirós. Su origen en la torre circular de carácter defensivo, levantada en el siglo XIII o XIV con cuatro alturas. La mayor parte de lo que hoy conocemos corresponde al siglo XVI, época en la que la torre defensiva se transforma en palacio. Esta construcción tendrá distintas ampliaciones hasta la definitiva en el siglo XVIII.
- Hospital de Peregrinos, de finales del siglo XVIII, junto con los de Pola de Lena, Castiello, Villayana, Mieres y otros ayudó a formar una cadena de hospitales entre Pajares y Oviedo. Está situado en el carrio de La Plazuela y ha sido reformado como vivienda.

## Galería

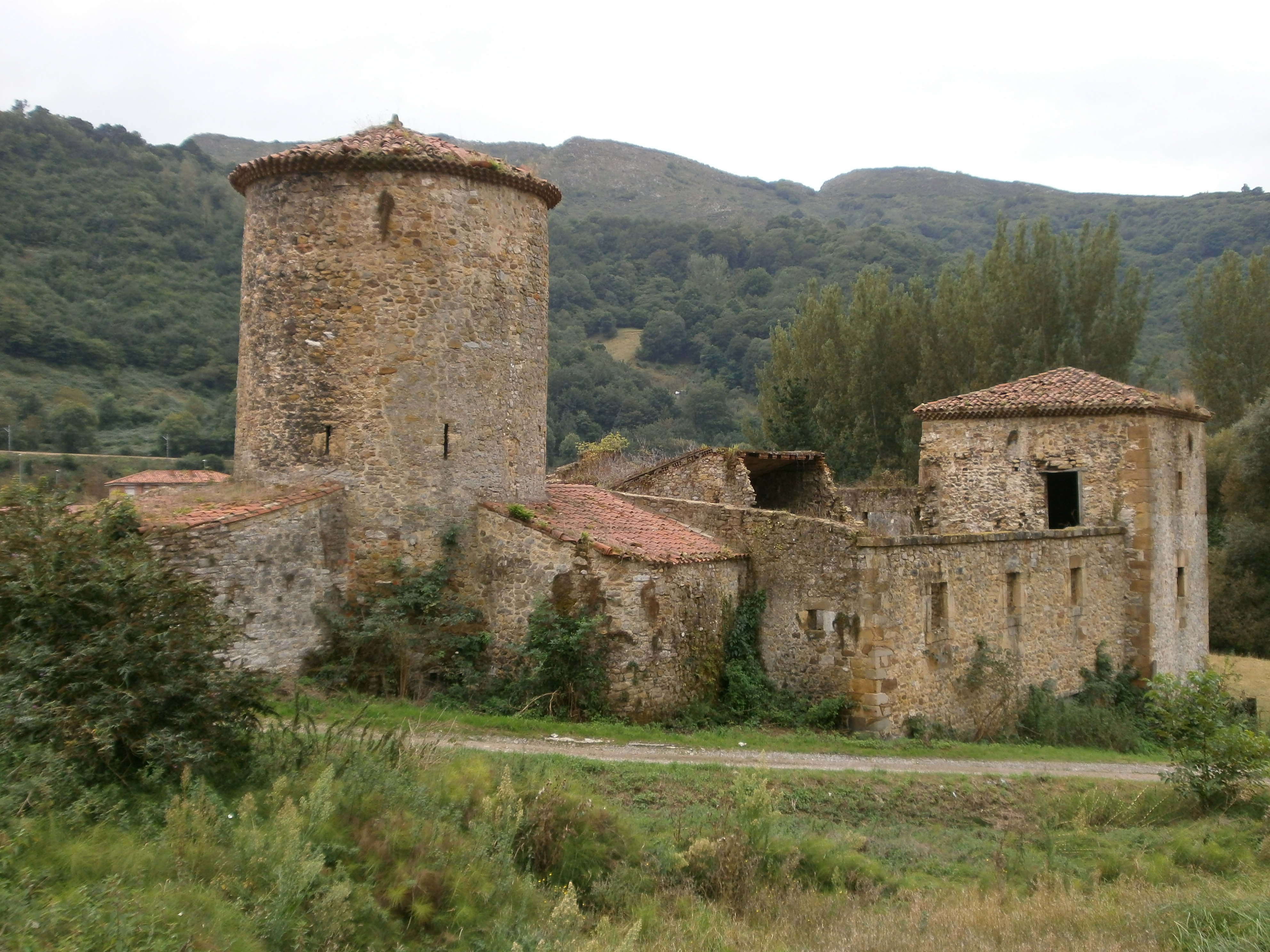
Torre y palacio de Quiros
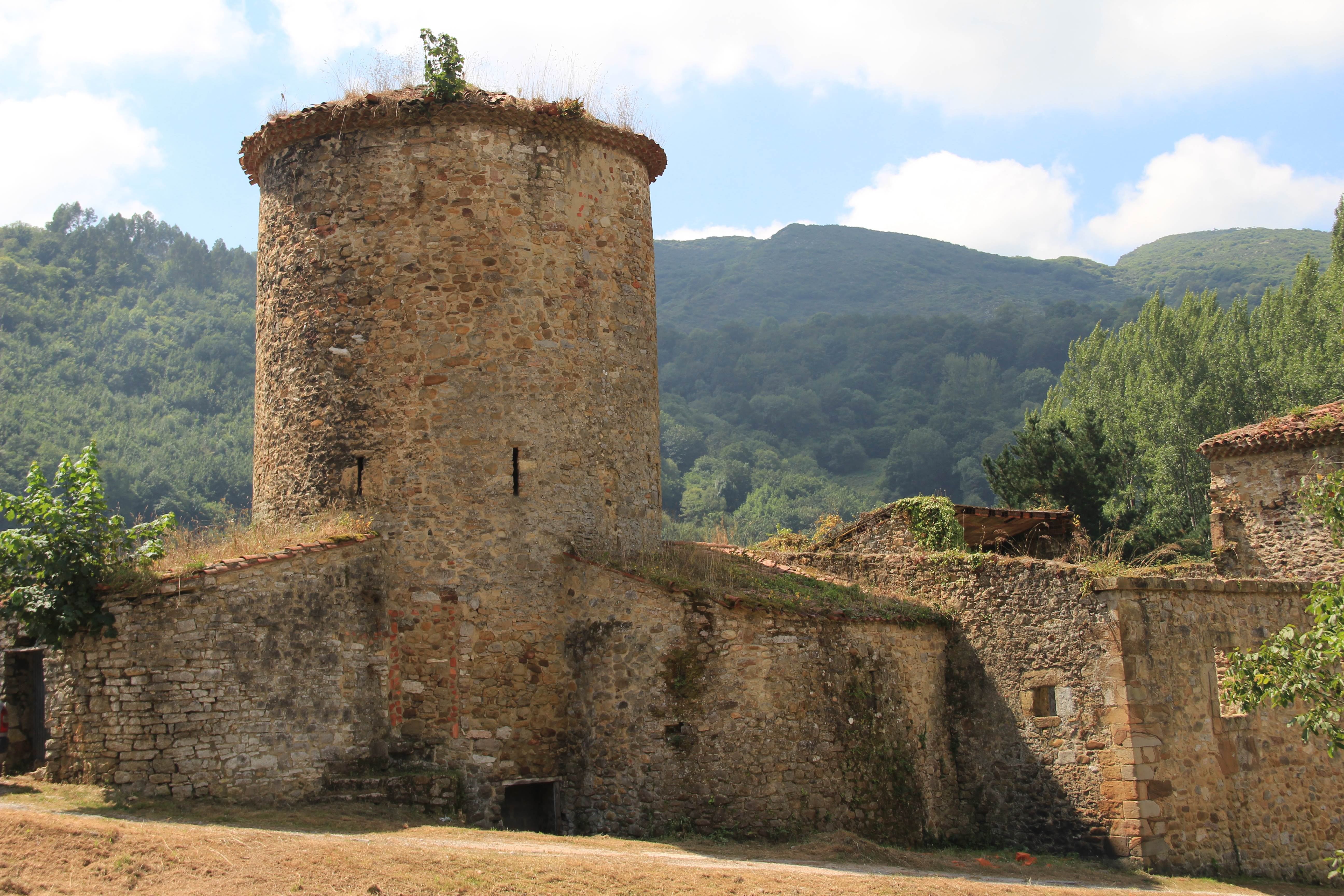
Torre Muñiz
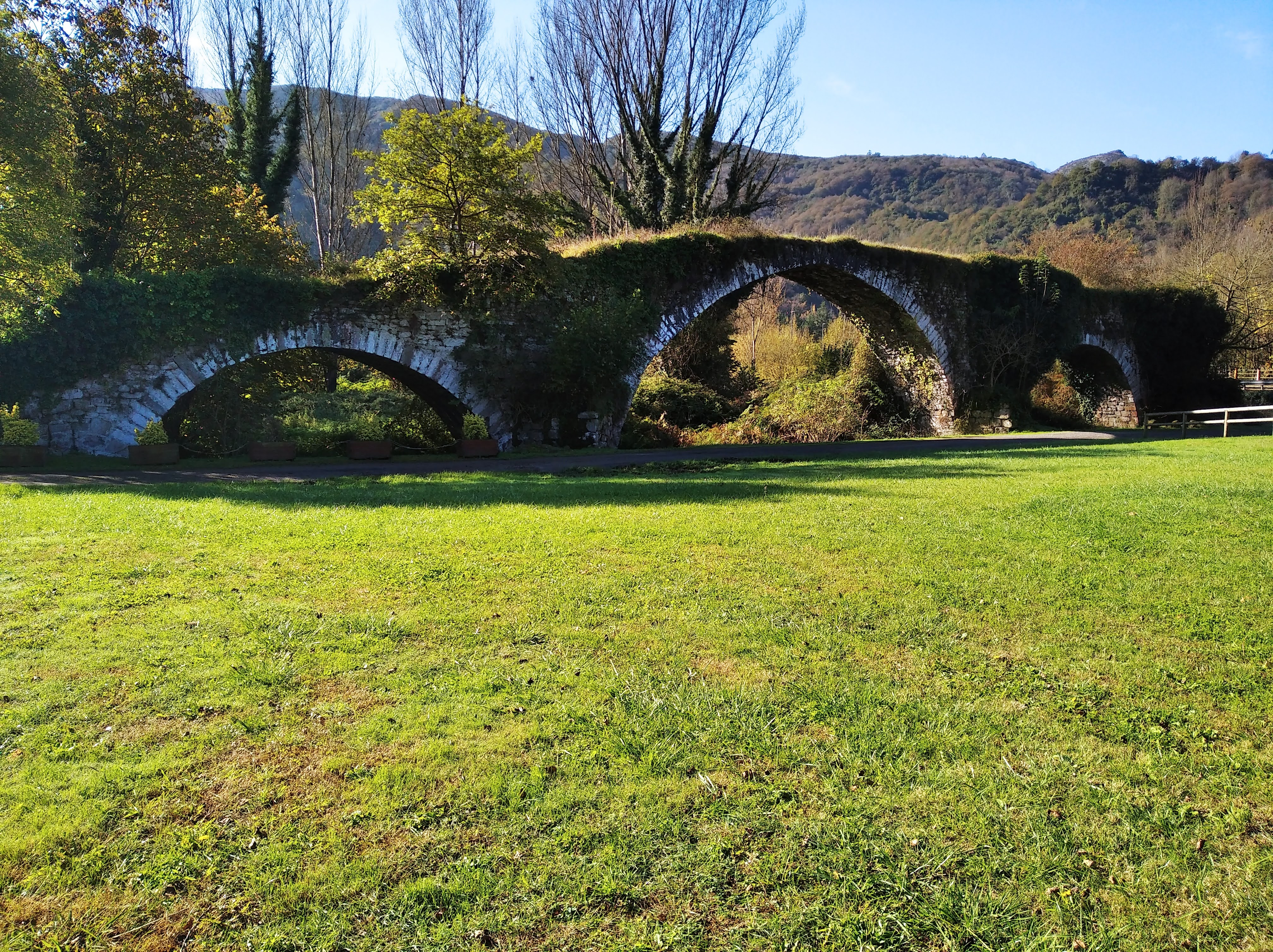
Puente de origen medieval
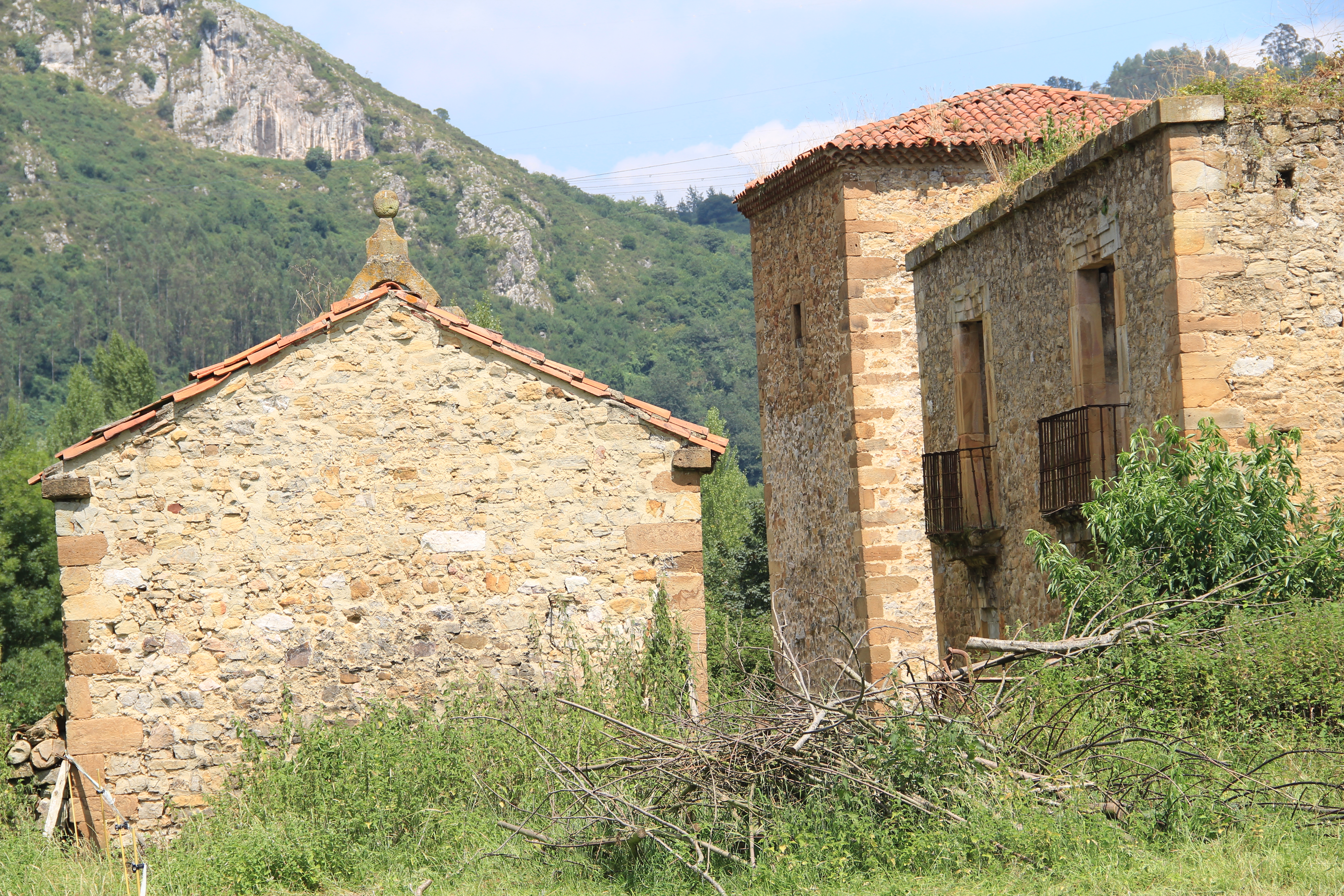
Vista de la capilla nueva y balcones del palacio
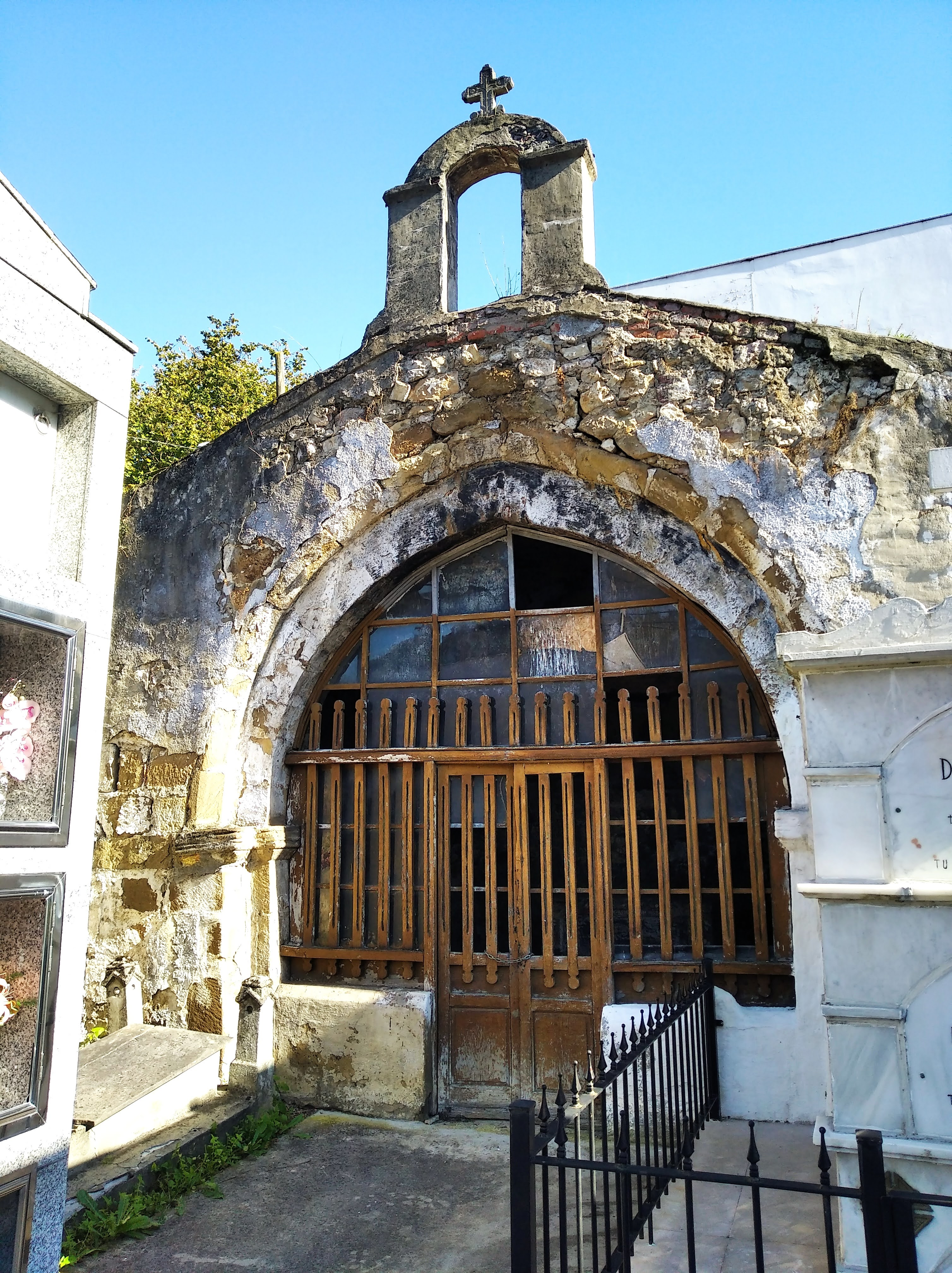
Ábside de la antigua iglesia, hoy capilla del cementerio